# لیگ برتر بسکتبال زنان ایران ۱۳۸۳
لیگ برتر بسکتبال زنان ایران ۱۳۸۳ سومین دوره لیگ برتر (یا سوپر لیگ) بسکتبال زنان ایران و بالاترین سطح مسابقات بسکتبال زنان ایران در سال ۱۳۸۳ بود که از مهرماه ۱۳۸۳ با شرکت ۱۲ تیم آغاز شد. تیم‌های شرکت کننده در این لیگ عبارتند از انقلاب، الکترورضا گنبد، صدرا شیراز، فولاد مبارکه سپاهان، شرکت نفت، حجاب قزوین، پگاه گلستان، حجاب شیراز، دخانیات، فجرسپاه، پیکان و ذوب آهن اصفهان.
در دور رفت این رقابت‌ها تیم فولاد مبارکه سپاهان صدر نشین شد و پیکان تهران دوم شد. دور برگشت مسابقات به میزبانی تیم‌های دخانیات تهران و حجاب شیراز در بهمن‌ماه ۱۳۸۳ برگزار شد. این مسابقات در اسفند سال ۱۳۸۳ با قهرمانی پیکان خاتمه یافت.

## رده‌بندی پایانی
| رتبه | تیم   | امتیاز |
| ---- | ----- | ------ |
| ۱    | پیکان |        |
| ۲    |       |        |
| ۳    |       |        |